# Delafossite
La delafossite est un oxyde de fer et de cuivre de formule CuFeO2 (CuIFeIIIO2). Elle appartient au groupe de la delafossite, de formule générale ABO2, un groupe caractérisé par des feuilles de cations A de coordinence 2 (linéaire) empilées entre des couches octaédriques d'arêtes partagées (BO6). La delafossite, ainsi que d’autres minéraux du groupe ABO2, est connue pour son large éventail de propriétés électriques, sa conductivité variant de l’isolant au métallique. La delafossite est généralement un minéral secondaire qui cristallise en présence du cuivre oxydé et se présente rarement sous forme de minéral primaire,.

## Origine du nom
L'existence de la delafossite a été relevée pour la première fois par Charles Friedel. Le minéral reçut le nom de delafossite en l'honneur du minéralogiste et cristallographe français Gabriel Delafosse (1796–1878), connu pour avoir remarqué le lien étroit qui existe entre la symétrie cristalline et les propriétés physiques.

## Composition
La formule chimique de la delafossite (CuFeO2) a d'abord été déterminée par G. S. Bohart grâce à une analyse chimique du minéral pur. Le rapport qu'il a déterminé était très proche de Cu : Fe : O = 1 : 1 : 2, avec un peu plus de fer que de cuivre. Rogers a attribué ce fait à la présence d'une petite quantité d'hématite dans l'échantillon. Afin de déterminer la composition de la delafossite, Rogers a utilisé le procédé Ziervogel, qui permet de tester la présence d’oxydes cuivreux en recherchant la production de "paillettes", de minces flocons d’argent métallique qui apparaissent lorsque l’oxyde cuivreux est mélangé avec du sulfate d’argent. Lorsque Rogers a chauffé de la poudre de delafossite avec une solution de sulfate d'argent, la réaction s'est produite. Les seules possibilités d’oxydation à prendre en compte pour la delafossite étant, le cuivre Cu+ (dit cuivreux) et le fer Fe2+ (dit ferreux), Rogers en a conclu que le fer se combinait avec l'oxygène en tant que radical et qu'il agissait uniquement en tant que radical. Cela indiquait que le cuivre dans la delafossite était sous forme cuivreuse (Cu+) plutôt que cuivrique (Cu2+). Il a donc conclu que la delafossite était probablement composée de CuFe3+O2, estimation qui a ensuite été confirmée par Pabst lorsqu'il a mesuré les distances entre les ions dans le réseau cristallin.

## Structure
La structure atomique de la delafossite et du groupe de la delafossite consiste en une feuille de cations A de coordinence 2 (linéaire), empilés entre des couches octaédriques d’arêtes partagées (BO6 ). Deux couches planes alternent dans la structure atomique de la delafossite : il s'agit d'une couche de cations A à motifs triangulaires, et d'une couche d'octaèdres BO6 d'arêtes partagées, compactées par rapport à l'axe c. La structure de la delafossite peut avoir deux polytypes en fonction de l'orientation de l'empilement des couches planes. Les types hexagonaux 2H qui ont pour groupe d'espace P63/mmc sont formés lorsque deux couches A sont empilées, chaque couche étant tournée de 180° par rapport à l'autre. Alternativement, lorsque les couches sont empilées dans la même direction les unes par rapport aux autres, on obtient un type rhomboédrique 3R de groupe d'espace R3m.

## Propriétés physiques
La delafossite est de couleur noire, de dureté de 5,5, et possède un clivage imparfait dans la direction {1011}. Pabst a calculé que la densité de la delafossite était de 5,52. Une macle de contact a été observée dans la direction {0001}. Les paramètres de structure cristalline sont : a = 3,035 1 Å, c = 17,166 Å, V = 136,94 Å3. La delafossite est d'habitus tabulaire à équidimensionnelle, de trait noir et d'éclat métallique. Les composés de la delafossite peuvent avoir des propriétés magnétiques lorsque les ions magnétiques sont en position de cation B. Les composés de la delafossite ont également des propriétés de conductivité électrique et peuvent être isolants ou conducteurs de l'électricité. Ils peuvent présenter une conductivité de type p ou n en fonction de leur composition.
Propriétés des types rhomboédriques (3R), CuFeO2 :
- Semi-conducteur de type P, largeur de bande interdite de 1,47 eV
- Coefficient d'absorption lumineuse élevé, de 7,5 × 104 cm−1 près du bord de la bande interdite, à 700 nm.
- Forte mobilité de 34 cm2 V−1 s−1 même à des niveaux de dopage aussi élevés que 1,8 × 1019 cm−3 .
- Bonne stabilité en milieu aqueux.

Propriétés des types hexagonaux (2H), CuFeO2 :
- Inconnues car le CuFeO2 hexagonal pur est très difficile à synthétiser[10].

## Synthèse
Le CuFeO2 rhomboédrique (3R) est souvent synthétisé à l'aide de réactions à l'état solide, de méthodes sol-gel et d'une synthèse hydrothermale.
Le CuFeO2 hexagonal (2H) pur et les autres oxydes du type delafossite 2H sont difficiles à synthétiser. Les seuls cristaux de 2H CuFeO2 purs étaient des nanoplaques d’une épaisseur d’environ 100 nm qui ont été synthétisées à des températures aussi basses que 100 °C, à partir de CuCI et FeCl3·6H2O.

## Applications
Cellules photovoltaïques : le CuFeO2 hexagonal 2H a une largeur de bande interdite de 1,33 eV et un coefficient d’absorption élevé de 3,8 × 104 cm−1 près du bord de la bande interdite à 700 nm. Il a démontré un effet photovoltaïque lorsqu'il a été placé dans des couches minces composées de ITO / ZnO / CuFeO2 (2H) / graphite / noir de carbone.
Autres applications : le CuFeO2 est composé d’éléments abondants dans la terre et présente une bonne stabilité en milieu aqueux. Il a donc été étudié en vue d'en faire des photocathodes pour la réduction photoélectrochimique du CO2 et la réduction solaire de l’eau, et en vue d'en faire un matériau de cathodes dans les batteries au lithium. Alors que la version rhomboédrique de la delafossite trouve déjà des applications potentielles, seuls la diffraction des rayons X et le calcul théorique d'occupation eg et t2g du Fe3+ sont disponibles pour la version hexagonale du minéral.

## Gisements
Charles Friedel découvrit en 1873 la delafossite dans la région d'Ekaterinbug, en Sibérie. Depuis lors, elle a été identifiée comme un minéral assez commun, observable dans des endroits tels que les mines de cuivre de Bisbee, en Arizona. Sous forme de minéral secondaire, la delafossite est présente dans les zones oxydées de gisements de cuivre,. La delafossite peut se présenter sous forme de cristaux massifs, relativement distincts, sur des hématites. La delafossite a depuis été trouvée dans des mines du monde entier, de l'Allemagne au Chili.